# ヨゼフ・ホフマン
ヨゼフ・カシミール・ホフマン（Josef Casimir Hofmann, 1876年1月20日 クラクフ - 1957年2月16日 ロサンゼルス）は、ポーランド出身のユダヤ系アメリカ人ピアニスト、作曲家。ポーランド名はユゼフ・カジミェシュ・ホフマン（Józef Kazimierz Hofmann）。

## 経歴
わずか10歳にして、ヨーロッパ各地とスカンジナヴィア諸国を歴訪して長期間の演奏旅行を行い、神童の名をほしいままにする。1887年年末から1888年年頭におけるアメリカ楽旅が、演奏活動の頂点となり、初期の報道機関をその名で大いに賑わせた。その後、演奏旅行から退き、アントン・ルビンシテインの個人指導を受ける（ルビンシテインに個人指導を受けることができたのは、ホフマンが唯一人である）。
ホフマンは後半生をアメリカ合衆国にすごし、カーティス音楽学校で教鞭を執りながら、1938年まで同校校長を務める。多くの才能ある学生を育成したが、門下のうちで、国際的な活動へと乗り出すことができたのは、シューラ・チェルカスキー及びゲイリー・グラフマンだけである。二人は知的な深みだけでなく、この上ないテクニックと音色において、ホフマンとつながっている。ただし、グラフマンは1979年に右手を故障してしまい第一線から遠ざかってしまった。

## 作風・技量

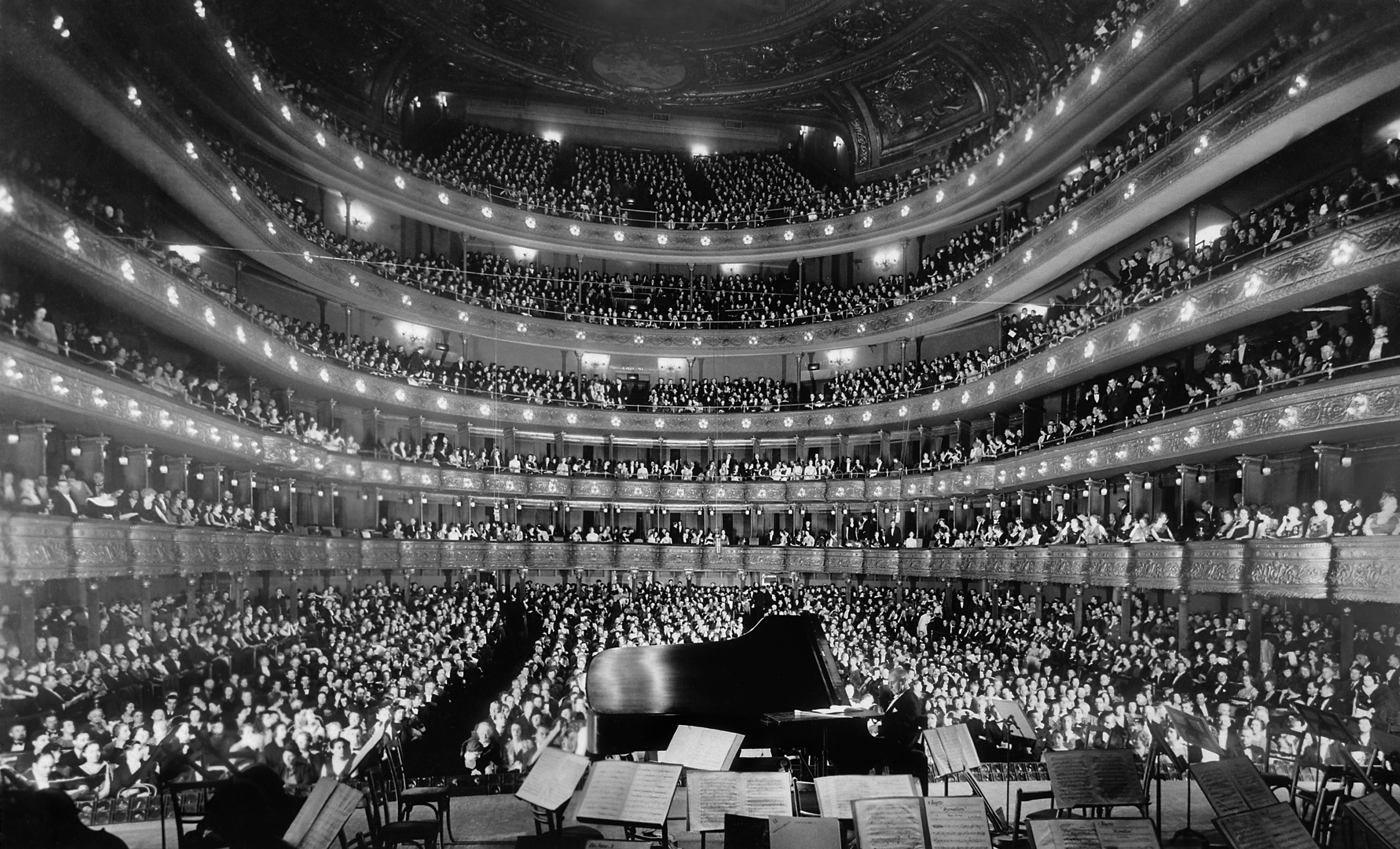
1937年11月28日にメトロポリタン歌劇場で開かれたホフマンの演奏会

ホフマンは、1903年から1930年代まで、少数ながら商業録音を行なった。トーマス・エジソン社のために、草創期のクラシック音楽のレコードを録音してもいるが、それらは失われてしまっている。だが、ロシアで制作されたシリンダーは、最近になって再発見された。ピアノロールにも吹き込みを行い、それによって莫大な収入を得たものの、ホフマン本人は、ピアノ・ロールが自分の演奏を正確に再現しているとは信じていなかった。このような不信感は、アコースティック録音にも抱いていた。このためホフマンは、自分はどんな曲でも二度とは同じように演奏しないと述べている。ホフマンのいくつかの生演奏を放送用に録音したものは現存しており、このすべてがCDに復刻されている。この音源は、ほとんどの愛好家から歓迎されたが、他人の手により編集されたために、演奏についての評価は分かれている。
ホフマンは非常に小さな手をしており（だが人並外れて丈夫な手だった）、他の有名な手の小さいピアニストのように難儀していた。スタインウェイ社はホフマンのために、鍵盤が1オクターヴごとに－現在の標準的な6.5インチよりも－1インチ狭い特製ピアノを造った。これをホフマンは、心持ち楽だと述べたという。
ラフマニノフは、ホフマンを自分の作品の最善の解釈者と認めて、『ピアノ協奏曲第3番』を献呈した。しかし、ホフマンはこれを演奏しなかった。小さな手の持ち主に、この献呈は間違いだったのである。しかも、最初の夫人マリーによると、ホフマンはラフマニノフの協奏曲が、形式を欠くと見なして、一顧だにしなかったという。ホフマンのもう一人の恩師モーリッツ・モシュコフスキも、自作の協奏曲をホフマンに献呈したが、やはりホフマンは演奏しなかった。ありがちなことだが、ホフマンは、ライヴァルの作曲するピアニストが書いた協奏曲を、演奏したいとは望まなかったのだろう。
ホフマンは、出版譜を尊重する姿勢から、最初の「モダンな」ピアニストと見なされているように、他のロマン主義のピアニスト（たとえばイグナツィ・パデレフスキやヴラディーミル・ド・パハマンの有名な例）とは対照的に、譜面から飛躍して独自の極端な解釈を導き出すことはなかった。しかしながらホフマンは、この上ない技術的能力や詩的情感、音色、想像力に恵まれていた。その反面、ショパンの『バラード第4番』の燃え盛るような演奏（「カシミール・ホールにおける歴史的演奏会」、1938年）は、ホフマンの演奏様式がいかにアントン・ルビンシテインに近しく、いかに冷戦後のピアニストとは違っているかを物語っている。
ホフマンは1911年に、同時並行して行なった10の演奏会で、別々の256曲を演奏すると言う記録を打ちたて、ロシアの聴衆を驚かせた。ホフマンの百科事典的な浩瀚なレパートリーは、そのほんの一部が、録音によって伝えられているにすぎない。それでも現在、20世紀の偉大なピアニストの一人と評価されている。
作曲家としては少年時代からソナタなどのピアノ曲を多く残したが、自作自演などを除いて演奏される機会は少なかった。2015年になって、ウクライナのピアニスト、アルテム・ヤシンスキイ（Artem Yasynskyy）によるCDがリリースされている。

## その他
ホフマンは発明家の才能もあり、ピアノや自動車の装置を発明して、たくさんの特許を取得している。自動車用・飛行機用の空気式衝撃吸収体の発明で、20世紀初頭にホフマンは一儲けし、その後も医療器具、原油を精製するための炉、ピアノロールに音の強弱を記録する装置（ピアノロール会社が破産するようになったのと同時期の発明、実用化されず）、太陽と共に回転する住宅などを発明した。最晩年には、ピアノの録音方式の改善に取り組んでいた。

## 著書
- ピアノの弾き方  – 近代文明社, 1922, 牛山充翻訳
- ピアノ演奏・Q&A[ムジカ] (ムジカノーヴァ叢書) 単行本 – 1989/4/30, 大場哉子翻訳, ISBN 978-4943945208 ※上記「ピアノの弾き方」の新訳版